# Bearden (Oklahoma)
Bearden é uma cidade  localizada no estado norte-americano de Oklahoma, no Condado de Okfuskee.

## Demografia
Segundo o censo norte-americano de 2000, a sua população era de 140 habitantes. 
Em 2006, foi estimada uma população de 134, um decréscimo de 6 (-4.3%).

## Geografia
De acordo com o United States Census Bureau tem uma área de 
19,6 km², dos quais 19,6 km² cobertos por terra e 0,0 km² cobertos por água.

## Localidades na vizinhança
O diagrama seguinte representa as localidades num raio de 20 km ao redor de Bearden. 